# Топонимика

Топонимическая карта: названия коммун Франции с окончанием на -viller, -villers, -villiers, -willer

Топони́мика (от др.-греч. τόπος «место» + ὄνυμα — «имя, название») — раздел ономастики, изучающий географические названия (топонимы), их происхождение, смысловое значение, развитие, современное состояние, написание и произношение.
Топонимика является интегральной научной дисциплиной, которая находится на стыке наук и широко используется в различных областях знаний: лингвистике, географии, истории и других. Как отмечал белорусский топонимист С. Н. Басик, «ни одна из наук не должна обладать „монополией“ на топонимику. Опыт показал, что плодотворные топонимические исследования могут развиваться при использовании методов и достижений всех трёх наук. Топонимист (учёный и/или литератор, занимающийся топонимикой) не должен быть только лингвистом, или географом, или историком — он должен быть топонимистом. Это положение, сформулированное ещё в 1960-е годы, является определяющим в современных подходах к топонимике как науке. Таким образом, топонимика — это самостоятельная „пограничная“ наука, развивающаяся на стыке трёх дисциплин (лингвистики, истории и географии)».
В русскоязычной терминологии 1960-х годов использовалось также слово топономастика как обозначение науки о топонимах, очевидно, под влиянием его употребления в иностранных языках (англ. toponomastics, фр. toponomastique). Впрочем, этот термин просуществовал недолго, попав в разряд нерекомендуемых уже в конце 1960-х годов. Тогда же слова топонимика и топони́мия получили чёткий статус узловых терминов науки о географических названиях: топонимика — обозначение самой науки, а топонимия — предмета топонимики; обозначение некой совокупности географических названий, например, какой-либо территории.
Основное значение и главное назначение географического названия — фиксация места на поверхности Земли. Для содействия национальной стандартизации географических названий и извлечения национальных и международных выгод от такой стандартизации в 1959 году Экономическим и Социальным Советом ООН была учреждена специальная Группа экспертов по географическим названиям.

## Прикладная топонимика
Прикладным аспектом топонимики является практическая транскрипция иноязычных географических названий, одной из основных задач которой является нормирование форм написания и произношения топонимов, их унификация и стандартизация. Вопросами мировой стандартизации топонимов ведает Группа экспертов ООН по географическим названиям, которая раз в пять лет проводит конференцию по стандартизации географических названий. Правила унифицированной фиксации и адекватной передачи топонимов особенно важны в картографии, для почтовой связи, прессы и других средств массовой коммуникации.

## Виды топонимов
| Классы топонимов |
| --- |
| Оро́нимы — названия гор (от др.-греч. ὄρος «возвышенность», «гора») - Спелео́нимы — названия пещер (от др.-греч. σπήλαιον «пещера») |
| Хоро́нимы — названия ограниченных местностей (от др.-греч. όpος «межевой знак», «граница», «рубеж») - Природный хороним — название любой природно-ландшафтной области, например: Поволжье, Сибирь, Побужье, Амазония, Подолье, Сахель - Административный хороним — принятое в официальных документах название административно-территориальных единиц и государств (кратонимы) |
| Урбано́нимы — внутригородские объекты (от лат. urbanus «городской») - Агоронимы — названия площадей (от др.-греч. ἀγορά «площадь») - Годо́нимы — названия улиц (от др.-греч. ὁδός «путь», «дорога», «улица», «русло») |
| Дромо́нимы — названия путей сообщения (от др.-греч. δρόμος «бег», «движение», «путь») |
| Ойко́нимы — названия населённых мест (от др.-греч. οἶκος «жилище», «обиталище») - Комо́нимы — сельские поселения (от др.-греч. κώμη «деревня», «селение», «посёлок») - Астио́нимы — названия городов (от др.-греч. ἄστυ «город») |
| Гидро́нимы — названия водных объектов (от др.-греч. ὕδωρ «вода») - Потамо́нимы — названия рек (от др.-греч. ποτᾰμός «река») - Лимнонимы — имя любого озера, пруда - Океанонимы — название любого океана и его части, в том числе моря (пелагоним), залива, пролива, течения и любого объекта подводного океанического ландшафта, в том числе впадины, подводной банки, горного хребта, расселины - Пелагонимы — название моря или его части - Гело́нимы — названия болот (от др.-греч. τέλμα «стоячая вода», «болото») |
| Инсулонимы — названия островов (от лат. insula — «остров») |
| Агроонимы — земельный надел, участок, поле (от др.-греч. ἀγρός «поле», «пашня») |
| Дримонимы — названия лесов (от др.-греч. δρῦς «дерево») |

Макротопонимы — названия больших незаселённых объектов (от др.-греч. μακρός «большой»), например: Африка, Сибирь.
Микротопонимы — названия небольших незаселённых объектов (от  μικρός «малый»).
Антропотопонимы — топонимы, образованные от антропонимов (от др.-греч. ἄνθρωπος) — личных имён людей.
Агиотопонимы — топонимы, образованные от любого агионима — имени святого (от др.-греч. ἅγιος «святой», «благочестивый», «праведный»).
Этнотопонимы — топонимы, образованный от этнонимов (от др.-греч. έθνος «этнос», «племя», «народ»).